# Xenismacris aetoma
Xenismacris aetoma är en insektsart som beskrevs av Roberts och Frédéric Carbonell 1980. Xenismacris aetoma ingår i släktet Xenismacris och familjen gräshoppor. Inga underarter finns listade i Catalogue of Life.